# Gilmara Sanches
Maria Aparecida Sánchez (São Paulo, 15 de junho de 1943 – São Paulo, 29 de março de 2023), mais conhecida pelo nome artístico Gilmara Sanchez, foi uma atriz, dubladora e diretora de dublagem brasileira.
Descendente de espanhóis, Gilmara era irmã da atriz Elaine Cristina e esposa do ator e dublador Ézio Ramos.

## Prêmios
| Ano  | Prêmio        | Categoria                        | Papel/Obra              | Resultado | Fonte |
| ---- | ------------- | -------------------------------- | ----------------------- | --------- | ----- |
| 2004 | Prêmio Yamato | Melhor Direção de Dublagem       | Kirby                   | Indicada  | [ 5 ] |
| 2005 | Prêmio Yamato | Melhor Direção de Dublagem       | Kaleido Star            | Venceu    | [ 6 ] |
| 2006 | Prêmio Yamato | Melhor Direção de Dublagem       | Pokémon - 7.ª Temporada | Indicada  | [ 7 ] |
| 2008 | Prêmio Yamato | Melhor Redublagem ou Continuação | Naruto - 9.ª temporada  | Indicada  | [ 8 ] |
| 2009 | Prêmio Yamato | Melhor Direção de Dublagem       | Pokémon                 | Indicada  | [ 9 ] |

## Trabalhos

### Televisão
| Ano     | Título                   | Papel   |
| ------- | ------------------------ | ------- |
| 1975    | Meu Rico Português       | Loreta  |
| 1969    | A Menina do Veleiro Azul | Denise  |
| 1968    | Os Diabólicos            | Helena  |
| 1969    | Sangue do Meu Sangue     | Solange |
| 1965    | Turbilhão                | Simone  |
| 1960-65 | A Turma do Sete          |         |

### Cinema
| Ano  | Título            | Papel   |
| ---- | ----------------- | ------- |
| 1970 | Betão Ronca Ferro | Zulmira |

### Dublagens
- Tigerra em Bakugan Guerreiros da Batalha
- Ingram e Tigerra em Bakugan: Nova Vestroia
- Code Eve em Bakugan: Os Invasores Gandelianos
- CSI: Investigação Criminal ... Diversas figurantes (a partir da 6.ª temporada)
- Chedra Bodzak em Dinossauros Radicais
- Ursula em Dinossauro Rei
- Scarlet em G.I. Joe: Sigma 6
- Sage em Hot Wheels: Battle Force 5
- Treindora Hitomiko Kira/ Nishigaki em Super Onze
- Kaleido Star ... Layla Hamilton
- Kirby: Right Back at Ya! ... Vidente, Tougle e mulher do prefeito[4]
- Madan Senki Ryukendo ... Lady Gold
- Marin de Águia em Os Cavaleiros do Zodíaco (versão Gota Mágica)[4]
- Pokémon (2004).... Policial Jenny, Casey, Solidad
- Sailor Moon ... Amy Mizuno/Sailor Mercury (Gota Mágica)[4]
- Sakura Wars ... Li Kouran[4]
- Superman: The Animated Series ... Lois Lane[4]
- Viewtiful Joe... Supu Rocket (Sprocket no original).
- Yu-Gi-Oh! ... Feiticeira Negra (Fase Dragões Lendários até o final da série)
- Yu-Gi-Oh! GX ... Feiticeira Negra, Blair, Camula, Srta Eko, entre outras.

Diretora de Dublagem
- As Super Gatinhas
- Astérix e o Domínio dos Deuses
- Bakugan Guerreiros da Batalha
- Bakugan: Nova Vestroia
- Bakugan: Os Invasores Gandelianos
- Dinossauro Rei
- Cãezinhos de Sorte[4]
- G.I. Joe: Sigma 6
- Kaleido Star[4]
- Kirby: Right Back at Ya![4]
- Monster Rancher[11]
- Sakura Wars[4]
- As Tartarugas Ninja[4]
- Viewtiful Joe[12]
- Yu-Gi-Oh! GX